# Рагби 15 репрезентација Андоре
Рагби јунион репрезентација Андоре је рагби јунион тим који представља Андору у овом екипном спорту. С обзиром да се Кнежевина Андора на истоку граничи са Француском, која је суперсила у рагбију, не чуди што је рагби међу најпопуларнијим спортовима у Андори. Рагби савез Андоре основан је 1986. Рагби јунион репрезентације Андоре такмичи се у дивизији 2Б Куп европских нација. Селектор Андоре је Жеанот Мартињо, а капитен је Џонатан Гарсиа. Први званичан тест меч Андора је одиграла 1987. против Луксембурга и победила 24-7. Најтежи пораз Андора је доживела 1997. када ју је декласирала Рагби јунион репрезентација Шпаније са 62-3. Најубедљивију победу Андора је остварила 2004. над Норвешком, било је 76-3.

## Тренутни састав
Оскар Кабанес
Дејвид Мартинез
Александре Фернандез
Стефано Тосати
Гала Гагнитзе
Едишер Јамрулидзе
Хоан Фите
Дејвид Кириашвили
Арнауд Оливе
Питер Амбор
Џереми Бериер
Пол Уриген
Тони Кармона
Аурелиен Касе
Марк Арсанз
Џонатан Гарсиа
Флевијен Сајо
Рогер Фито
Хулијен Лангерт
Едуард Венгера
Алберт Кентури
Естеве Перез
Естеве Долса
Марк Гисперт
Кристијан Гарсиа
Марк Абело